# 舍佩利
50°47′8″N 25°7′24″E / 50.78556°N 25.12333°E
舍佩利（烏克蘭語：Шепель），是烏克蘭西部沃倫州的村落，隸屬盧茨克區盧茨克市鎮，位於盧茨克市西方，始建於1097年，面積1.16平方公里，海拔高度208米，2001年人口455，人口密度每平方公里392.24人。